# 拓跋比干
拓跋比干（?—?），中國南北朝時期北魏太祖道武帝拓跋珪的族弟，北魏宗室，封吉陽男。

## 生平
拓跋比干以司衛監征討白澗丁零有功，賜爵位為吉陽男。後為南道都將，於戰役中戰死。

## 延伸阅读
[在维基数据编辑]
 《魏書·卷14》，出自魏收《魏书》